# Bundespräsident-Theodor-Heuss-Schule (Homberg)
Die Bundespräsident-Theodor-Heuss-Schule (früher: BTHS, kurz: THS) ist ein Gymnasium in Homberg (Efze) im nordhessischen Schwalm-Eder-Kreis. Der Altbau diente zuvor als Königlich-Preußisches Lehrerseminar, das am 24. Januar 1879 gegründet wurde.

## Schulprofil
Die Schwerpunkte liegen in den Bereichen Ästhetik, Internationalität, Musik, Nachhaltigkeit und Ökonomie. Die BTHS bietet eine große Auswahl an Sprachen, darunter Englisch, Französisch, Spanisch, Russisch und Latein. Die Schule verleiht außerdem Sprachzertifikate wie Cambridge Assessment English, LCCI Business English, DELF/DALF für Französisch als Fremdsprache. Die Schule bietet eine kulturelle Jugendbildung wie z. B. darstellendes Spiel in der Oberstufe, englischsprachiges Theater und Kunstprojekte. Die Schule ist außerdem eine der ersten ökologisch orientierten Schulen in Hessen und nimmt an zahlreichen Projekten teil. Außerdem wird viel Wert auf Studien- bzw. Berufsorientierung gelegt.

## Geschichte

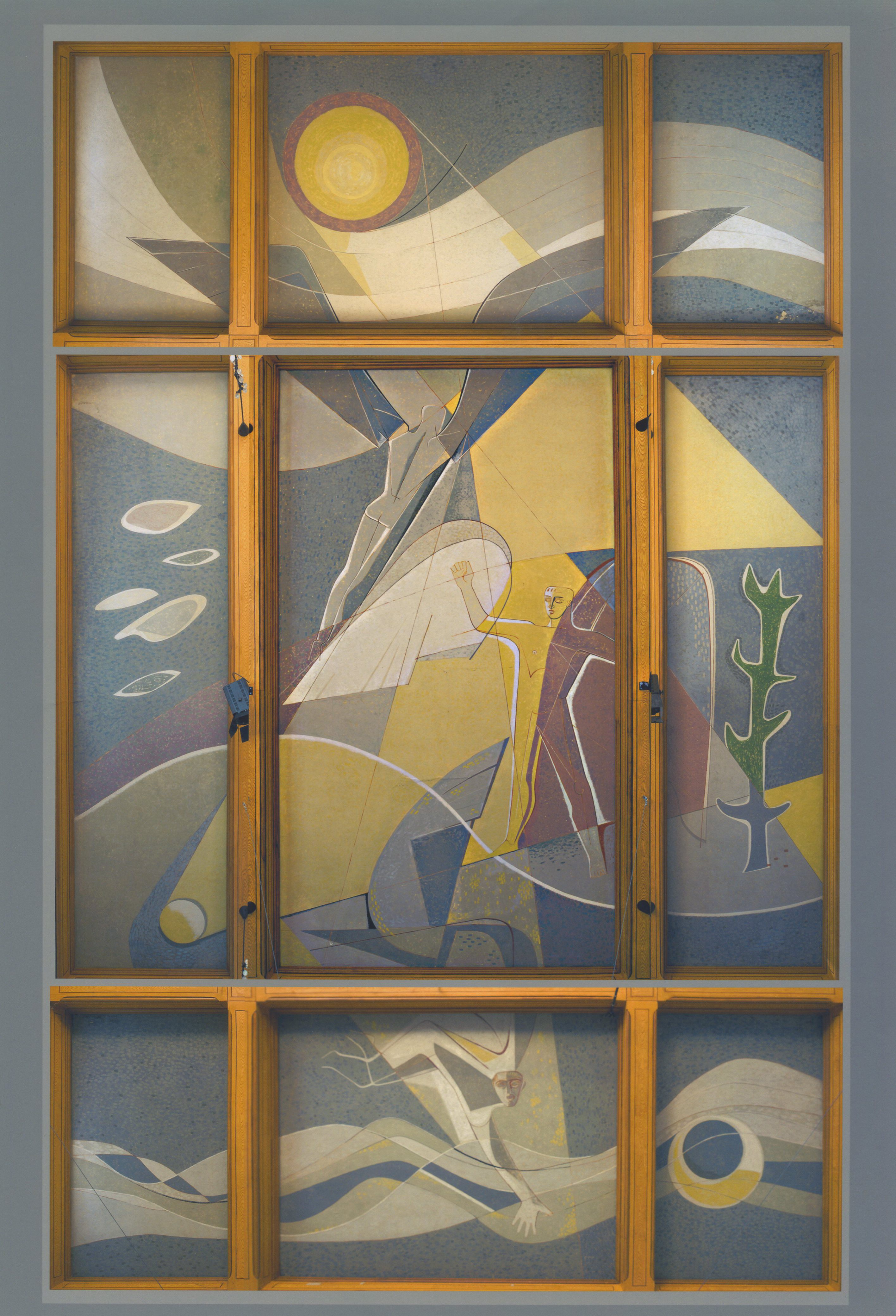
Deckengemälde in der Aula aus den 1950er Jahren

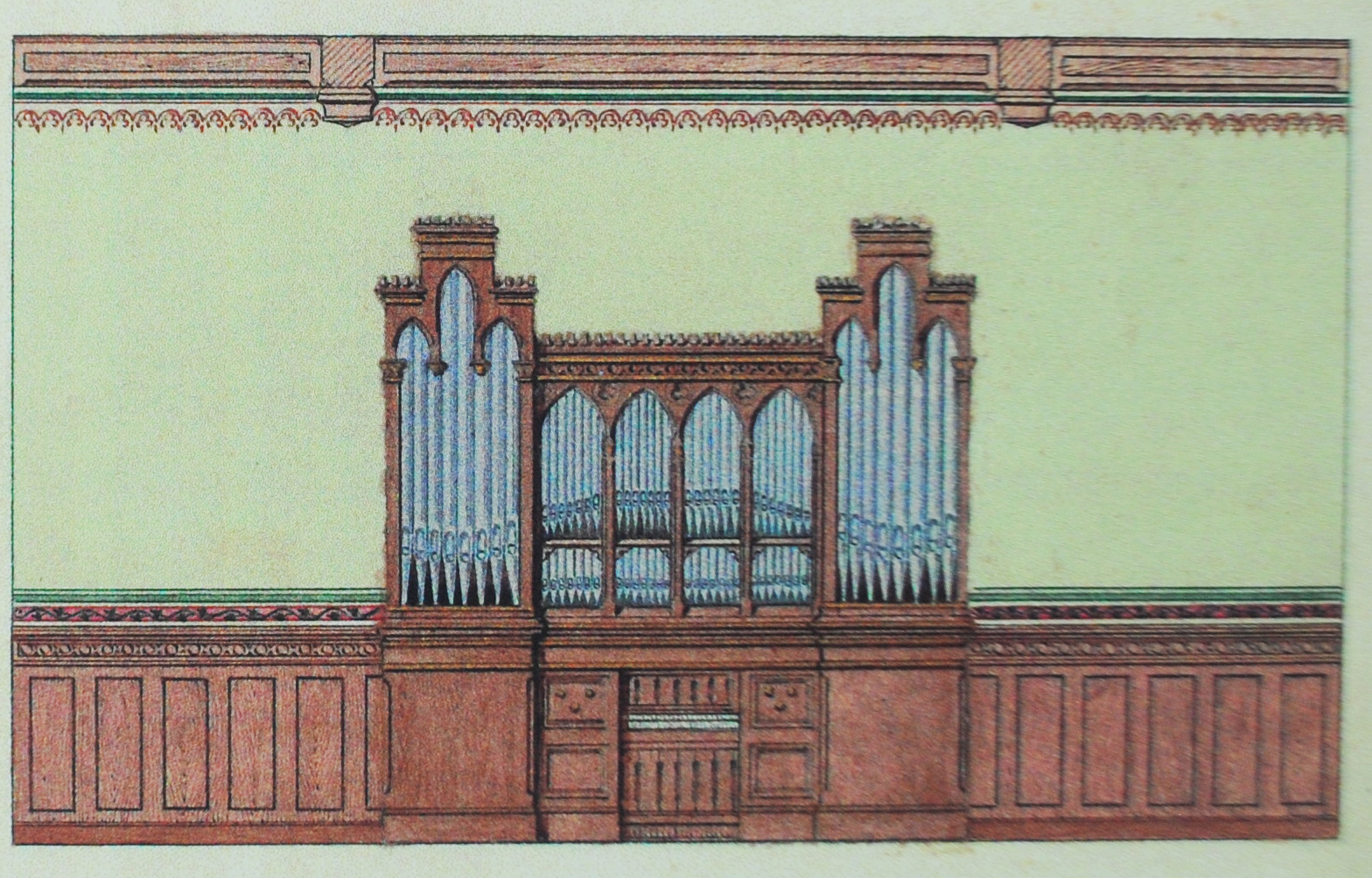
Zeichnung der originalen Orgel in der Aula

Im Oktober 1835 zog das Lehrerseminar von Kassel nach Homberg und mit ihm die Seminarbibliothek mit Büchern aus dem 18. Jahrhundert, welche sich zum Teil noch heute in der Theodor-Heuss-Schule befindet. Nachdem das Neubauprojekt vom preußischen Kultusministerium zur Errichtung der Königlich Preußischen Lehrerschule in Homberg genehmigt wurde, wurde es von den Architekten Reum und Spillner und dem Königlichen Bezirksbaumeister Jahn realisiert. Der Bau erfolgte von 1873 bis 1878 in der Ziegenhainer Straße, die Einweihung fand im Januar 1879 statt.
Während des Ersten Weltkriegs wurde das Gebäude zum Lazarett umfunktioniert, erst 1919 konnte der Seminarbetrieb wieder aufgenommen werden. Im Jahr 1923 wurde das Seminar zur Aufbauschule, zu einem Gymnasium. In der Zeit der Hyperinflation gab man in der Seminarküche Notspeisungen aus. Ab 1923 wurde parallel zu den Präparanden im Seminargebäude eine erste achte Klasse des Aufbaugymnasiums unterrichtet; 1925 beendete der letzte Jahrgang der angehenden Volksschullehrer seine Ausbildung in Homberg.
1924 hielt der spätere Präsident des nationalsozialistischen Volksgerichtshofes, Roland Freisler, Vorträge in der Aula.
Im Jahr 1927 erfolgte die Benennung der Schule in August-Vilmar-Schule; die Abschlussprüfungen des ersten Abiturjahrganges fanden 1929 statt.
In der Zeit des Nationalsozialismus musste die letzte jüdische Schülerin, Margret Goldschmidt, das Gymnasium verlassen. In der Schule wurde ein HJ-Heim eingerichtet und zu Beginn des Zweiten Weltkriegs wurden nach dem Überfall auf Polen in den Jahren 1939/1940  Wehrmachtsangehörige in den Räumen der Schule einquartiert. Von 1945 bis 1946 nutzte man die Räumlichkeiten erneut als Lazarett, bis zu 350 Verwundete wurden hier versorgt.
Im Jahr 1964 erhielt die Schule ihren heutigen Namen Bundespräsident-Theodor-Heuss-Schule.
Schülerproteste im Jahr 1968 machten die Schule republikweit bekannt, als etwa 30 Schüler im Februar eine provokante „Gegenschule“ gründeten, die unter dem Motto „Die Kommerzialisierung der Sexualität im modernen Spätkapitalismus“ stand. Zwei ehemalige Schüler des Gymnasiums, Hans-Peter Bernhard und Dieter Bott, die damals in Frankfurt am Main Soziologie studierten, dozierten während ihrer Semesterferien zweimal wöchentlich zu Themen der sexuellen Aufklärung bzw. zu Sexualtabus. Dies fand außerhalb der BTHS statt, Treffpunkte waren Gaststätten in Homberg. Nach Protesten von etwa 500 Eltern wurde die Sache der Staatsanwaltschaft übergeben und es kam zu zwei Gerichtsverfahren. Die „Gegenschule“ endete bereits im April 1968, drei Monate nach ihrer Gründung.
Im Zuge von Neubaumaßnahmen erfolgte 1969 der Abriss des Ökonomiegebäudes und 1976 der Abriss des Wirtschaftsflügels; der Neubau wurde 1977 eingeweiht. Eine Renovierung der Aula sowie eine Aufstockung des Neubaus um ein drittes Stockwerk wurden in den Jahren 1996 und 1997 vorgenommen. Weiter Renovierungsarbeiten erfolgten 2001; im Jahr 2011 wurde mit der Grundsanierung des Neubaus begonnen.

## Partnerschulen
- Pudong Fremdsprachenschule, Shanghai (China)
- Collège Fénelon, Clermont-Ferrand (Frankreich)
- Collège Antoine de Saint-Exupéry, Fresnes (Frankreich)
- Collège Jean Charcot, Fresnes (Frankreich)
- Schule Nr. 683, Moskau (Russland)
- Česko-anglické gymnázium, Budweis (Tschechien)
- Woodbury High School, Woodbury (Minnesota)[12] (USA)
- North High School, North Saint Paul, Minnesota (USA)
- The King Alfred School, Highbridge (England)
- Istituto Tecnico Attivita Sociali „Vittorio Emanuele II“, Neapel (Italien)
- Colégio Visconde de Porto Seguro, São Paulo (Brasilien)
- Escola Alemã Corcovado – Deutsche Schule, Rio de Janeiro (Brasilien)
- Kuhmon yhteislukio, Kuhmo (Finnland)
- Musikschule Pila, Polen
- Grupul Scolar de Resurse Naturale si Servicii, Turda (Rumänien)
- IES „Joaquín Bau“, Tortosa (Spanien)
- IV Liceum Ogólnokształcące, Danzig (Polen)

## Schüleraustausch
Schüleraustausch findet mit der Pudong Fremdsprachenschule in Pudong Shanghai (China), dem Collège Fénelon in Clermont-Ferrand (Frankreich), der Kirkeparken videregående skole in Moss (Norwegen) und der IES Condesa Eylo Alfonso in Valladolid (Spanien) statt.

## Auszeichnungen
- Schule mit Schwerpunkt Musik
- Umweltschule – Lernen und Handeln für unsere Zukunft
- MINT-freundliche Schule
- Jugend-debattiert-Schule
- Schule ohne Rassismus – Schule mit Courage
- Schule im Netzwerk Schule und Gesundheit
- Anerkanntes EDCL-Prüfungszentrum
- Ausbildungsschule DFB-Junior-Coach
- Bikepool Schule – Radsport an Schulen in Hessen
- Erasmus-plus-Schule

Quelle 

## Förderverein und Ehemaligenverein
Der Förderverein der BTHS wurde 2000 gegründet. Seine Aufgabe ist es, Spenden von Sponsoren und Eltern entgegenzunehmen und diese der Schule zur Verfügung zu stellen.
Der Ehemaligenverein wurde 1949 gegründet. Die Aufgabe des Vereins ist es, die Beziehung zwischen den Alumni und der BTHS sowie der Stadt Homberg zu pflegen und zu stärken.